# Ian Buruma
Ian Buruma (L'Aia, 28 dicembre 1951) è un saggista e orientalista olandese naturalizzato britannico, noto esperto internazionale delle culture orientali, in particolare di quella giapponese, nonché di letteratura cinese e di cinema giapponese.
Ha pubblicato diversi trattati sul Giappone e non solo, per i quali gli è stato conferito il Premio Erasmo nel 2008. In Italia i suoi articoli appaiono regolarmente sul quotidiano La Repubblica.
È stato direttore della rivista New York Review of Books per 16 mesi. A settembre 2018 è stato allontanato dalla stessa per avere pubblicato un articolo di Jain Ghomeshi, conduttore radiofonico canadese processato per abusi sessuali.

## Opere
- Ian Buruma-Donald Richie, The Japanese Tattoo, Weatherhill, 1980.
- Behind the Mask: On Sexual Demons, Sacred Mothers, Transvestites, Gangsters, Drifters, and Other Japanese Cultural Heroes, New American Library, 1983.
- A Japanese Mirror: Heroes and Villains of Japanese Culture, Jonathan Cape, London, 1984.
- Ian Buruma et al., Tokio: Form and Spirit, 1986.
- La polvere di Dio. La nuova Asia: Birmania, Thailandia, Filippine, Malaysia, Singapore, Taiwan, Corea, Giappone (God's Dust: A Modern Asian Journey, 1989), Garzanti Libri, Milano, 1992, ISBN 978-88-117-3806-0.
- Great Cities of the World: Hong Kong, 1991.
- Playing the Game, 1991, [romanzo]
- Il prezzo della colpa. Germania e Giappone: il passato che non passa (Wages of Guilt. Memories of War in Germany and Japan), trad. S. Minucci, Collana Memorie documenti biografie, Garzanti Libri, Milano, 1994, ISBN 978-88-117-3841-1.
- Voltaire's Coconuts, or Anglomania in Europe, 1998.
- The Missionary and the Libertine: Love and War in East and West, 2000.
- Bad Elements: Chinese Rebels from Los Angeles to Beijing, 2001.
- Inventing Japan: From Empire to Economic Miracle 1853-1964, 2003.
- Ian Buruma-Avishai Margalit, Occidentalismo. L'Occidente agli occhi dei suoi nemici (Occidentalism. A Short History of Anti-Westernism), trad. Nina Isola, Postfazione di Adriano Sofri, Collana Stile libero Big, Einaudi, Torino, 2004, ISBN 978-88-061-7198-8.
- Conversations with John Schlesinger, 2006.
- Assassinio a Amsterdam. I limiti della tolleranza e il caso Theo Van Gogh, trad. Santina Mobiglia, Collana Stile libero.Inside, Einaudi, Torino, 2007, ISBN 978-88-061-8720-0.
- The China Lover, 2008, (romanzo).
- Domare gli dei. Religione e democrazia in tre continenti (Taming The Gods. Religion and Democracy on Three Continents, 2010), Collana Anticorpi n.20, Laterza, Roma, 2011, ISBN 978-88-420-9495-1.
- Anno Zero. Una storia del 1945 (Year Zero: A History of 1945, Penguin Press, 2013), trad. Massimo Parizzi, Collezione Le Scie, Mondadori, Milano, 2015, ISBN 978-88-046-5068-3.
- Theater of Cruelty. Art, Film, and the Shadows of War, The New York Review of Books, Inc., 2014, ISBN 978-15-901-7777-8.
- The Churchill Complex: The Rise and Fall of the Special Relationship and the End of the Anglo-American Order, Atlantic Books. 2020. ISBN 978-1-78649-465-8.